# Dagobert II

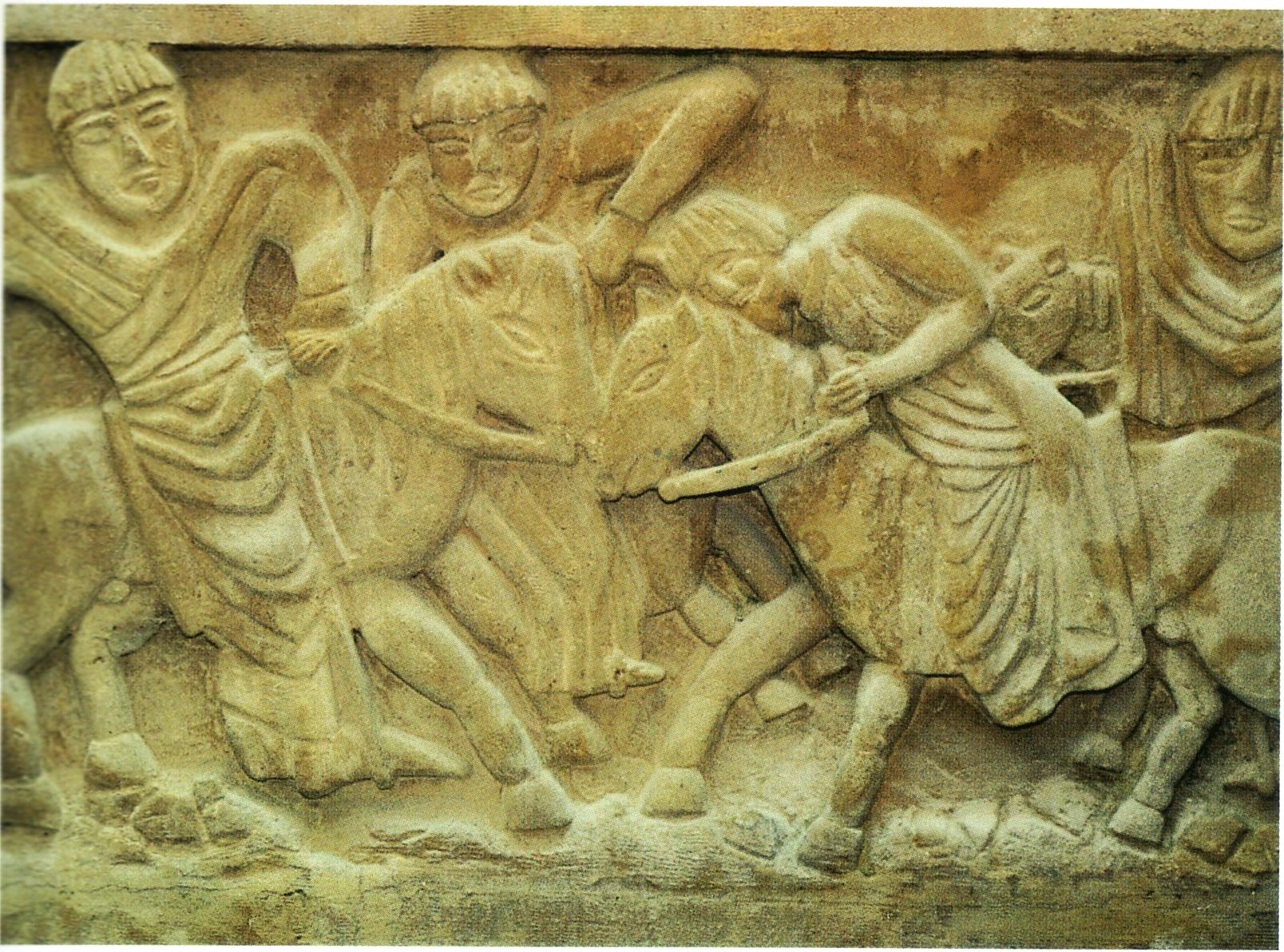
Estela representant el martiri de Dagobert

Dagobert II (?- Stenay, 679) fou rei merovingi d'Austràsia (676-679). Era fill de Sigebert III rei d'Austràsia, fou clausurat en secret en un convent després de la mort del seu pare, v. 656, per Grimoald I, majordom de palau, qui donà la corona al seu propi fill, Khildebert l'Adoptat. Dagobert fou enviat a Escòcia, i s'escampà per França el rumor de la seva mort. A Escòcia es casà amb Mathilda, una princesa escocesa, i després de molts anys tornà i fou reconegut rei d'Austràsia. Fou assassinat per Ebroí, majordom del palau de Teodoric III, rei de Borgonya i Nèustria. Pipí d'Héristal el succeí a Austràsia, no com a rei, sinó amb el títol de duc.